# Superstars Series 2010
Superstars Series 2010 körs över 10 omgångar och 20 heat.

## Kalender
| Datum        | Bana        | Vinnare H1          | Lag H1                      | Vinnare H2          | Lag H2                      |
| ------------ | ----------- | ------------------- | --------------------------- | ------------------- | --------------------------- |
| 28 mars      | Monza       | Luigi Ferrara       | CAAL Racing                 | Luigi Ferrara       | CAAL Racing                 |
| 18 april     | Imola       | Thomas Biagi        | Team BMW Italia             | Max Pigoli          | Romeo Ferraris              |
| 9 maj        | Vallelunga  | Gianni Morbidelli   | Team BMW Italia             | Matteo Malucelli    | Motorzone Race Car          |
| 23 maj       | Algarve     | Felipe Albuquerque  | Hopmobile Audi Sport Italia | Stefano Gabellini   | Team BMW Italia             |
| 13 juni      | Hockenheim  | Luigi Ferrara       | CAAL Racing                 | Luigi Ferrara       | CAAL Racing                 |
| 25 juli      | Mugello     | Fabrizio Giovanardi | N. Technology               | Max Pigoli          | Romeo Ferraris              |
| 29 augusti   | Varano      | Thomas Biagi        | Team BMW Italia             | Luca Cappellari     | Team BMW Italia             |
| 19 september | Paul Ricard | Fabrizio Giovanardi | N. Technology               | Fabrizio Giovanardi | N. Technology               |
| 10 oktober   | Vallelunga  | Fabrizio Giovanardi | N. Technology               | Alberto Cola        | Hopmobile Audi Sport Italia |
| 28 november  | Kyalami     | Johnny Herbert      | Motorzone Race Car          | Thomas Biagi        | Team BMW Italia             |